# Roberto Petito
Roberto Petito (ur. 1 lutego 1971 w Civitavecchia) – włoski kolarz szosowy, zawodnik grupy Liquigas.

## Zwycięstwa
- 1994: Giro della Romagna
- 1997: Tirreno-Adriatico, Giro di Sardegna
- 2001: Trofeo Pantalica, etap Tirreno-Adriatico
- 2004: etap Tirreno-Adriatico
- 2006: Quatre jours de Dunkerque

## Zespoły
- 1993 – Mercatone Uno-Zucchini
- 1994 – Mercatone Uno-Medeghini
- 1995 – Mercatone Uno-Saeco
- 1996 – Saeco-AS Juvenes San Marino
- 1997 – Saeco
- 1998 – Saeco Macchine per Caffé
- 1999 – Saeco Macchine per Caffé-Cannondale
- 2000–2005 – Fassa Bortolo
- 2006 – Tenax
- 2007 – Liquigas